# Pseudomadasumma
Pseudomadasumma is een geslacht van rechtvleugeligen uit de familie krekels (Gryllidae). De wetenschappelijke naam van dit geslacht is voor het eerst geldig gepubliceerd in 1930 door Shiraki.

## Soorten
Het geslacht Pseudomadasumma  is monotypisch en omvat slechts de volgende soort:
- Pseudomadasumma maculata (Shiraki, 1930)